# NGC 6752

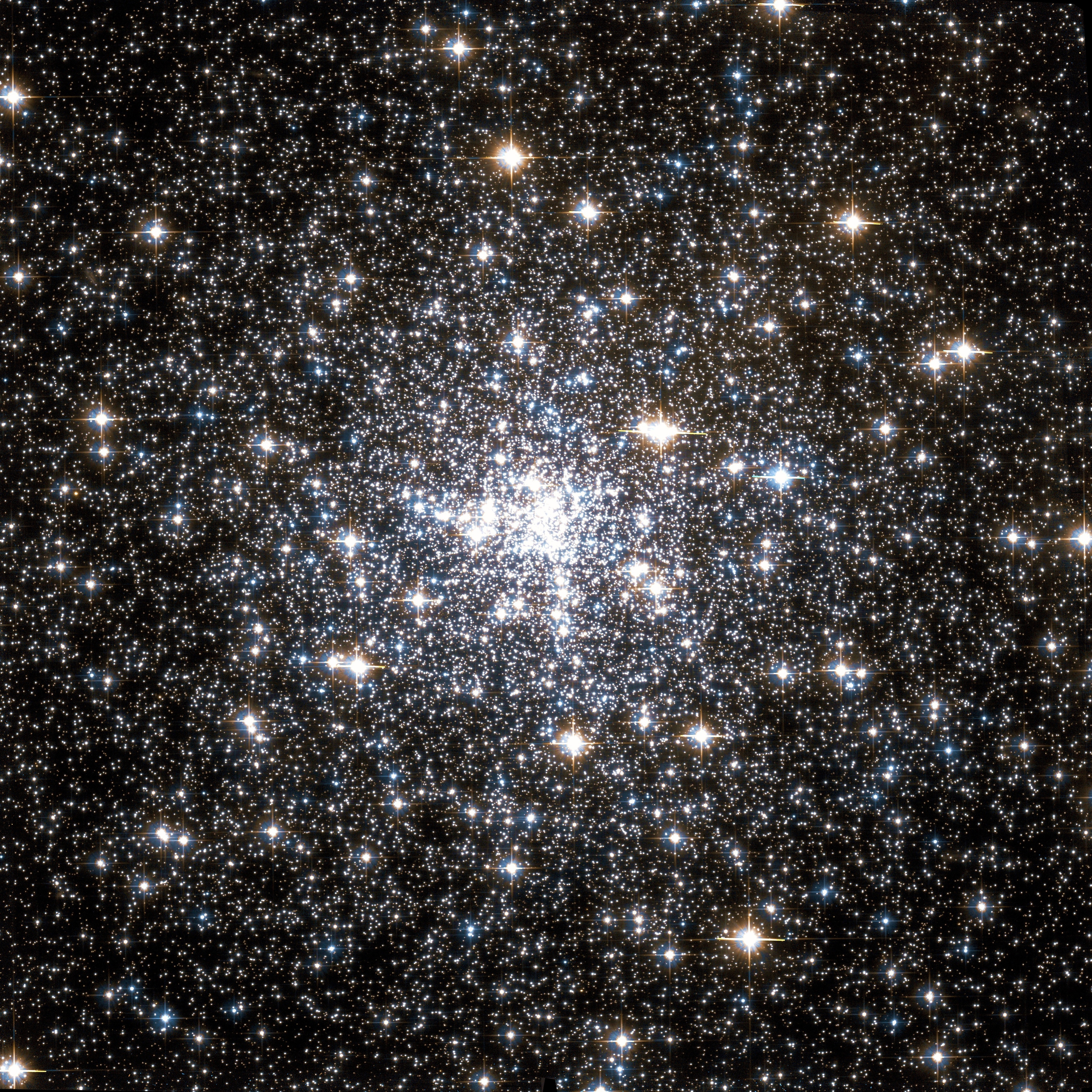
NGC 6752

NGC 6752 sau Caldwell 93 este un roi globular din constelația Păunul. Este al treilea cel mai luminos de pe cer, după 47 Tucanae și Omega Centauri, iar cea mai bună perioadă de observare este între lunile iunie și octombrie. 